# Wolfgang Schumacher (Politiker)

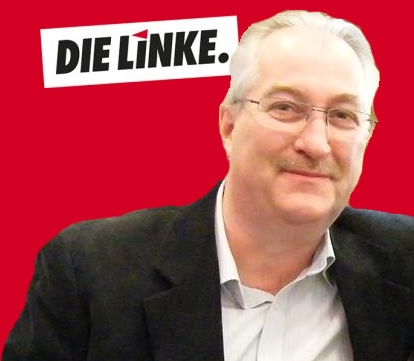
Wolfgang Schumacher (2012)

Wolfgang Schumacher (* 5. Oktober 1959 in Saarlouis) ist ein deutscher Politiker (Die Linke). Er war vom 30. August 2009 bis zum 25. März 2012 Mitglied im Landtag des Saarlandes.

## Biografie
Wolfgang Schumacher besuchte zwischen 1966 und 1974 die Grund- und Hauptschule Saarwellingen und von 1974 bis 1975 Gewerbeschule Saarlouis.  Nach der Berufsschule begann er 1975 eine Ausbildung als Heizungsbauer, an die sich von 1978 bis 1985 eine Tätigkeit als Mitarbeiter bei Ford anschloss; in diese Zeit fällt auch der Beginn der Mitgliedschaft in der IG Metall. Von 1981 bis 1992 war Wolfgang Schumacher als Videothekar tätig, daran anschließend von 1992 bis 1998 als Handelsvertreter. Von 1998 bis 2009 war er bei der Lear Corporation Saarlouis als Lagerist und stellv. Schichtleiter beschäftigt und dort ab 1999 als Betriebsratsvorsitzender tätig.

## Partei
Von 2005 bis 2007 Mitglied der WASG, danach in der Partei Die Linke, u. a. als Vorsitzender im Stadtverband.
Bei der Landtagswahl im Saarland 2009 wurde Wolfgang Schumacher, bei der Wahl in Saarlouis-Roden, in den Landtag des Saarlandes gewählt. Für seine Fraktion war er arbeitsmarktpolitischer Sprecher und Ausschussmitglied im  Ausschuss für Wirtschaft und Wissenschaft sowie Grubensicherheit, im Ausschuss für Arbeit, Familie, Prävention, Soziales und Sport sowie im Eingabenausschuss. Bei der vorgezogenen Neuwahl 2012 verpasste er den Wiedereinzug in den Landtag.
Bei der Bundestagswahl 2013 kandidierte er als Direktkandidat des Wahlkreises Saarlouis/Merzig-Wadern, wurde jedoch nicht gewählt.
Wolfgang Schumacher war langjähriger Kreisvorsitzender im Kreis Saarlouis sowie Mitglied der Stadtratsfraktion der Partei Die Linke in Dillingen.